# Babosdöbréte
Babosdöbréte (vyslovováno [babošdebréte]) je vesnice v Maďarsku v župě Zala, spadající pod okres Zalaegerszeg. Nachází se asi 6 km jihozápadně od Zalaegerszegu. Žije zde 507 obyvatel, přičemž (dle údajů z roku 2011) 98 % obyvatelstva tvoří Maďaři.
Sousedními vesnicemi jsou Bocfölde, Böde, Dobronhegy, Gellénháza, Hottó, Nagylengyel, Sárhida a Teskánd, sousedním městem Zalaegerszeg.